# Au petit bonheur la chance
Pour les articles homonymes, voir Au petit bonheur la chance (homonymie).
Au petit bonheur la chance (Glückliche Fügung) est un film allemand réalisé par Isabelle Stever et sorti en 2010.

## Fiche technique
- Titre original : Glückliche Fügung
- Réalisation : Isabelle Stever
- Scénario : Isabelle Stever et Anke Stelling
- Photographie : Bernhard Keller
- Pays d'origine :  Allemagne
- Langue : allemand
- Durée : 85 minutes
- Dates de sortie :
  -  Allemagne : 20 janvier 2011[1]
  -  France : 13 avril 2012 sur Arte

## Distribution
- Annika Kuhl : Simone
- Stefan Rudolf : Hannes
- Arno Frisch : Herbert
- Maria Simon : Susa
- Petra Kelling : Traudl
- Carlos Lobo : Helmut
- Hanns Zischler : le gynécologue
- Jana Thies : l'employée du supermarché